# 高橋浩司
高橋 浩司（たかはし こうじ、1982年11月12日 - ）は、香川県さぬき市出身の元プロ野球選手（捕手）。「高橋野球塾」塾長、NPO法人讃們球友倶楽部理事長。

## 来歴・人物
香川県立志度高等学校時代から、パンチ力のあるバッティングが持ち味の選手として有名であった。高校3年時は準決勝戦に進出したが、丸亀高校に敗れ甲子園出場はならなかった。2000年のドラフト8位でオリックス・ブルーウェーブに指名され入団。なお、入団の際の契約内容はオリックスが当時下位指名の選手に対し行っていた契約金ゼロ・一軍出場数による出来高払い制の変則契約である。
オリックス入団後は、持ち前の打撃を生かすためにファームでは捕手としてだけではなく外野手として出場した経験もあった。
だが本人はオリックス時代について、球団が自分に殆ど獲得資金を使っていないという事情から二軍戦でも出場機会を用意してもらいづらかったなど球団からの扱いは低かったと振り返っている。
2005年、球団合併に伴う分配ドラフトで東北楽天ゴールデンイーグルスに入団するが、その年のオフに戦力外通告を受け引退した。
引退後は地元さぬき市の実家に戻り、漁師として働く。その傍らで近所の中学生に野球指導を請われ、2010年1月には野球塾「高橋野球塾」を設立、2016年8月には高松市の町工場の一角を借りた屋内グラウンドに練習場を移転している。指導によるレッスンのレベルの高さが評判を呼んで受講生を増やしており、2019年7月時点では甲子園大会出場経験のある卒塾生が10人を超えている。2021年度の育成ドラフト会議で、富田龍が卒塾生としては初の指名を受けた。
その他、特定非営利活動法人讃們球友倶楽部を設立し、中学軟式クラブチームの運営などにもあたっている。なお、本業の漁師は継続している。

## 詳細情報

### 年度別打撃成績
- 一軍公式戦出場なし

### 背番号
- 63 （2001年 - 2004年）
- 46 （2005年）